# ジョン・ウィリアム・バージェス

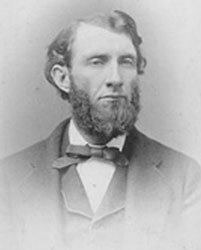
ジョン・ウィリアム・バージェス

ジョン・ウィリアム・バージェス（John William Burgess、1844年 - 1931年）は、アメリカ合衆国の政治学者。コロンビア大学に米国初の政治学科を開設した近代政治学開祖のひとりである。1876年から1912年まで同校の教授を務めた。

## 来歴
テネシー州に生まれ、南北戦争では北軍として戦った。アマースト大学で歴史を学んだ後、ドイツに留学。ゲッティンゲン大学、ライプツィヒ大学、ベルリン大学で学ぶ。特にヘーゲル哲学の影響を受けた学者との交流を深めた。この間、彼のライフワークとなる米独関係と政治学への興味が育まれた。当時のドイツの大学の学術研究方法を米国の大学に「輸入」すべくアマースト大学に戻るが、失敗。1876年にコロンビア大学ロースクールの教授に就任し、米国憲法を講じた。1886年には、｢Political Science Quarterly｣を創刊し、政治学博士号を授与する米国の大学初の政治学科創設を行なう等により、米国近代政治学の父とされている。

## 著書
- 1890. Political Science and Comparative Constitutional Law
- 1897. The Middle Period, 1817-1858
- 1901. The Civil War and the Constitution, 1859-1865
- 1902. Reconstruction and the Constitution 1866-1876[1]
- 1915. The Reconciliation of Government with Liberty[2]
- 1924.  Recent Changes in American Constitutional Theory